# Проективное преобразование
Проективное преобразование проективной плоскости — это преобразование, переводящее прямые в прямые.

## Определение
Проективное преобразование — это взаимно-однозначное отображение {\displaystyle \phi } проективного пространства на себя, сохраняющее отношение порядка частично упорядоченного множества всех подпространств.
Проективное преобразование прямой — биективное преобразование прямой, переводящее гармоническую четверку точек в гармоническую четверку точек.
Проективное преобразование плоскости — это взаимно-однозначное отображение {\displaystyle \phi \colon \pi \to \pi } проективной плоскости {\displaystyle \pi } на себя, при котором для любой прямой {\displaystyle l\subset \pi } образ {\displaystyle \phi (l)} также является прямой.

## Свойства
- Проективное преобразование сохраняет двойное отношение.
- Проективное преобразование является взаимно однозначным отображением множества точек проективной плоскости, а также является взаимно однозначным отображением множества прямых.
- Отображение, обратное проективному, является проективным отображением. Композиция проективных отображений является проективным отображением. Таким образом, множество проективных отображений образует группу.
- Центральное проектирование — частный случай проективного преобразования.
- Аффинное преобразование является частным случаем проективного.
- Каждая прямая плоскости при проективном преобразовании плоскости отображается проективно на некоторую прямую. Каждый пучок лучей плоскости проективно отображается на пучок лучей.
- Проективное преобразование прямой определяется заданием трёх пар соответствующих по отображению точек. Это утверждение называют иногда основной теоремой проективной геометрии.
- Проективное преобразование плоскости определяется заданием четырёх пар соответствующих по отображению точек, причём никакие три точки из четверки образов или прообразов не лежат на одной прямой. При нетождественном отображении число неподвижных точек не более трех.
- Каждое проективное преобразование плоскости задаётся обратимым линейным преобразованием соответствующего ей трёхмерного пространства. В однородных координатах оно представляется уравнениями:
{\displaystyle {\begin{cases}\lambda x_{1}'=c_{11}x_{1}+c_{12}x_{2}+c_{13}x_{3}\\\lambda x_{2}'=c_{21}x_{1}+c_{22}x_{2}+c_{23}x_{3}\\\lambda x_{3}'=c_{31}x_{1}+c_{32}x_{2}+c_{33}x_{3}\end{cases}}}

причём {\displaystyle \det(c_{ij})\neq 0}.

## Перспектива

Перспективное отображение

Пусть на проективной плоскости имеются 2 различные прямые {\displaystyle u_{1},u_{2}} и не принадлежащая им точка O. Перспективным отображением прямой {\displaystyle u_{1}} на прямую {\displaystyle u_{2}} с центром O называется отображение {\displaystyle \psi :u_{1}\to u_{2}}, где для произвольной точки {\displaystyle A\in u_{1}} точка {\displaystyle \psi (A)} находится как пересечение {\displaystyle OA} и {\displaystyle u_{2}}. Это отображение обозначается так: {\displaystyle u_{1}{\overset {O}{\doublebarwedge }}u_{2},} что читается «{\displaystyle u_{1}} переводится в прямую {\displaystyle u_{2}} перспективным отображением с центром O» или так: {\displaystyle ABC\ldots {\overset {O}{\doublebarwedge }}A'B'C'\ldots ,} что читается «точки {\displaystyle A,B,C,\ldots } переводятся перспективным отображением с центром в O в точки {\displaystyle A',B',C',\ldots }».
Перспективное отображение биективно, сохраняет точку пересечения прямых {\displaystyle u_{1},u_{2}} и сохраняет двойное отношение четверки точек.
Любое проективное отображение прямой {\displaystyle u_{1}} на прямую {\displaystyle u_{2}} может быть представлено как композиция перспективных отображений. Проективное отображение обозначается {\displaystyle ABCD\barwedge A'B'C'D'.}

## Инволюция
Проективное преобразование {\displaystyle \phi } называется инволюцией, если для любой точки P верно, что {\displaystyle \phi (\phi (P))=P}.
Если {\displaystyle \phi } — инволюция, то {\displaystyle \phi ^{-1}=\phi }.
Если проективное преобразование {\displaystyle \phi } прямой имеет хотя бы одну такую точку P, что {\displaystyle \phi (\phi (P))=P}, то {\displaystyle \phi } — инволюция.
Если нетождественная инволюция проективной прямой имеет неподвижные точки, то их число равно либо двум, либо нулю. Инволюция, имеющая 2 неподвижные точки, называется гиперболической. Гиперболическая инволюция переставляет местами точки, гармонически сопряжённые относительно неподвижных точек. Инволюция, не имеющая неподвижных точек, называется эллиптической.
Инволюция определяется заданием двух пар соответствующих точек.
Три пары противоположных сторон полного четырёхугольника пересекают любую прямую (не проходящую через вершину) в трёх парах точек одной инволюции (это утверждение называют теоремой Дезарга, хотя её происхождение можно отнести к лемме IV «Поризмов» Евклида в VII томе «Математической коллекции» Паппа Александрийского).

## Коллинеации и корреляции
Коллинеацией называется преобразование, переводящее точки в точки, прямые в прямые и сохраняющее отношение инцидентности точек и прямых, а также двойное отношение любой четвёрки коллинеарных точек. Коллинеации образуют группу. Требование сохранения двойного отношения четвёрки коллинеарных точек избыточно, но это сложно доказывается. Коллинеации рассматривают вместе с корреляциями — преобразованиями проективной плоскости, переводящими точки в прямые, а прямые в точки и сохраняющими отношение инцидентности. Пример корреляции — полярное соответствие, то есть отображение, переводящее точку в её поляру относительно конического сечения, а прямую — в её полюс.

## Гомология
Гомологией называется нетождественная коллинеация, для которой существует поточечно неподвижная прямая p, называемая осью гомологии.
Для всякой гомологии существует неподвижная точка P (центр гомологии), обладающая тем свойством, что всякая инцидентная ей прямая неподвижна. Кроме центра P и точек оси p гомология неподвижных точек не имеет. Если {\displaystyle P\in p}, то гомология называется параболической, иначе — гиперболической.
При гомологии плоскости точка и её образ лежат на одной прямой с центром гомологии, а прямая и её образ пересекаются на оси гомологии.
Гомологию можно задать центром, осью и парой соответственных прямых. Гомологию можно также задать центром, осью и т. н. константой гомологии, отличной от {\displaystyle 0,1,\infty }.